# Beatrice di Cardona

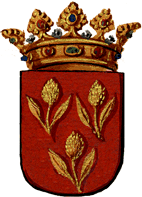
Arma dei Folch de Cardona

Beatrice di Cardona Beatriz in spagnolo, in asturiano, in aragonese, in portoghese, in galiziano e in basco, Beatriu in  catalano (1350 circa – 1372) è stata una nobile della famiglia Folch de Cardona che fu contessa consorte di Urgell dal 1363 alla sua morte.

## Origine
Beatrice era figlia di Hugo Folch de Cardona, primo conte di Cardona e Visconte di Vilamur e della sua prima moglie, Bianca d'Aragona, figlia del Conte di Empúries, Raimondo Berengario (figlio del re d'Aragona, Giacomo II) e della sua prima moglie, Bianca di Taranto.

## Biografia
Il padre, visconte di Cardona, riconsegnato il titolo di visconte al re d'Aragona, Pietro IV il Cerimonioso, il 4 dicembre 1357, fu investito del titolo di conte di Cardona.
Beatrice, il 22 agosto 1363, venne data in sposa al conte di Urgell, visconte di Àger e barone di Entenza e Antillón, Pietro di Aragona (1340-1408), figlio primogenito del conte di Urgel, visconte di Àger, barone di Entenza e Antillón, Giacomo I, e di Cecilia di Comminges, che, secondo il testamento del padre (il nonno di Pietro), era figlia primogenita del conte di Comminges e visconte di Turenna, Bernardo VIII († 1336) e della sua terza moglie, Mathe de l'Isle-Jourdain († 1352), figlia di Bernardo Giordano III (†  nel 1340 circa), signore de l'Isle-Jourdain e della moglie, Margherita di Foix.
Beatrice morì giovane, nel 1372, all'età di circa vent'anni.

Il marito, Pietro II, nel gennaio 1376, si sposò in seconde nozze con Margherita del Monferrato.

## Figli
Beatrice a Pietro, secondo i COMTES de URGELL (ARAGON) 1328-1433 diede due figli (mentre secondo genealogy, i due figli, poi seguiti da altri sette, erano di Margherita):
- Antonio († giovane);
- Beatrice († giovane).

## Ascendenza
|                                                     |                                           |                                                   | Genitori                                           |  |  | Nonni |  |  | Bisnonni                                  |  |  | Trisnonni                                  |  |
|                                                     |                                           |                                                   |                                                    |  |  |       |  |  | 8. Raimondo Folco VI, visconte di Cardona |  |  | 16. Raimondo Folco IV, visconte di Cardona |  |
|                                                     |                                           |                                                   |                                                    |  |  |       |  |  | 8. Raimondo Folco VI, visconte di Cardona |  |  | 16. Raimondo Folco IV, visconte di Cardona |  |
|                                                     |                                           | 17. Sibilla di Empuries                           |                                                    |  |  |       |  |  | 8. Raimondo Folco VI, visconte di Cardona |  |  |                                            |  |
| 4. Ugo I, visconte di Cardona                       |                                           |                                                   |                                                    |  |  |       |  |  | 8. Raimondo Folco VI, visconte di Cardona |  |  |                                            |  |
|                                                     |                                           | 9. Maria Álvarez de Haro                          | 18. Juan Alfonso de Haro, signore di Los Cameros   |  |  |       |  |  |                                           |  |  |                                            |  |
|                                                     |                                           | 9. Maria Álvarez de Haro                          | 18. Juan Alfonso de Haro, signore di Los Cameros   |  |  |       |  |  |                                           |  |  |                                            |  |
|                                                     |                                           | 9. Maria Álvarez de Haro                          | 19. Constanza Alfonso de Meneses                   |  |  |       |  |  |                                           |  |  |                                            |  |
| 2. Ugo II Folco, conte di Cardona                   |                                           | 9. Maria Álvarez de Haro                          |                                                    |  |  |       |  |  |                                           |  |  |                                            |  |
|                                                     |                                           | 10. Guglielmo IV d'Anglesola, signore di Bellpuig | 20. Guglielmo III d'Anglesola, signore di Bellpuig |  |  |       |  |  |                                           |  |  |                                            |  |
|                                                     |                                           | 10. Guglielmo IV d'Anglesola, signore di Bellpuig | 20. Guglielmo III d'Anglesola, signore di Bellpuig |  |  |       |  |  |                                           |  |  |                                            |  |
|                                                     |                                           | 10. Guglielmo IV d'Anglesola, signore di Bellpuig | 21. Costanza d'Alagona                             |  |  |       |  |  |                                           |  |  |                                            |  |
| 5. Beatrice di Anglesola, signora di Bellpuig       |                                           | 10. Guglielmo IV d'Anglesola, signore di Bellpuig |                                                    |  |  |       |  |  |                                           |  |  |                                            |  |
|                                                     |                                           | 11. Beatrice de Pailhars                          | 22. Arnaldo Ruggero I, conte di Pallars Sobirà     |  |  |       |  |  |                                           |  |  |                                            |  |
|                                                     |                                           | 11. Beatrice de Pailhars                          | 22. Arnaldo Ruggero I, conte di Pallars Sobirà     |  |  |       |  |  |                                           |  |  |                                            |  |
|                                                     |                                           | 11. Beatrice de Pailhars                          | 23. Làscara Lascaris di Ventimiglia                |  |  |       |  |  |                                           |  |  |                                            |  |
| 1. Beatrice di Cardona                              |                                           | 11. Beatrice de Pailhars                          |                                                    |  |  |       |  |  |                                           |  |  |                                            |  |
|                                                     | 12. Giacomo II, re della Corona d'Aragona | 24. Pietro III, re della Corona d'Aragona         |                                                    |  |  |       |  |  |                                           |  |  |                                            |  |
|                                                     | 12. Giacomo II, re della Corona d'Aragona | 24. Pietro III, re della Corona d'Aragona         |                                                    |  |  |       |  |  |                                           |  |  |                                            |  |
|                                                     | 12. Giacomo II, re della Corona d'Aragona | 25. Costanza II, regina di Sicilia                |                                                    |  |  |       |  |  |                                           |  |  |                                            |  |
| 6. Raimondo Berengario d'Aragona, conte di Empúries | 12. Giacomo II, re della Corona d'Aragona |                                                   |                                                    |  |  |       |  |  |                                           |  |  |                                            |  |
|                                                     |                                           | 13. Bianca di Napoli                              | 26. Carlo II, re di Napoli                         |  |  |       |  |  |                                           |  |  |                                            |  |
|                                                     |                                           | 13. Bianca di Napoli                              | 26. Carlo II, re di Napoli                         |  |  |       |  |  |                                           |  |  |                                            |  |
|                                                     |                                           | 13. Bianca di Napoli                              | 27. Maria d'Ungheria                               |  |  |       |  |  |                                           |  |  |                                            |  |
| 3. Bianca d'Aragona                                 |                                           | 13. Bianca di Napoli                              |                                                    |  |  |       |  |  |                                           |  |  |                                            |  |
|                                                     |                                           | 14. Filippo I d'Angiò, principe di Taranto        | 28. Carlo II, re di Napoli (= 26.)                 |  |  |       |  |  |                                           |  |  |                                            |  |
|                                                     |                                           | 14. Filippo I d'Angiò, principe di Taranto        | 28. Carlo II, re di Napoli (= 26.)                 |  |  |       |  |  |                                           |  |  |                                            |  |
|                                                     |                                           | 14. Filippo I d'Angiò, principe di Taranto        | 29. Maria d'Ungheria (= 27.)                       |  |  |       |  |  |                                           |  |  |                                            |  |
| 7. Bianca di Taranto                                |                                           | 14. Filippo I d'Angiò, principe di Taranto        |                                                    |  |  |       |  |  |                                           |  |  |                                            |  |
|                                                     |                                           | 15. Tamara d'Epiro                                | 30. Niceforo I, despota d'Epiro                    |  |  |       |  |  |                                           |  |  |                                            |  |
|                                                     |                                           | 15. Tamara d'Epiro                                | 30. Niceforo I, despota d'Epiro                    |  |  |       |  |  |                                           |  |  |                                            |  |
|                                                     |                                           | 15. Tamara d'Epiro                                | 31. Anna Cantacuzena                               |  |  |       |  |  |                                           |  |  |                                            |  |
|                                                     |                                           | 15. Tamara d'Epiro                                |                                                    |  |  |       |  |  |                                           |  |  |                                            |  |

### Fonti primarie
- (LA)  (FR)  Histoire généalogique de la maison d'Auvergne, justifiée par chartes, titres et histoires anciennes et autres preuves authentiques, par Christofle Justel.
- (LA)  (FR)  Histoire généalogique de la maison d'Auvergne justifiée par chartes, titres, histoires anciennes & autres preuves authentiques. Tome 2.

### Letteratura storiografica
- (ES)  Historia de los condes de Urgel, Tomo II.
- (CA) El cartulari de Xestalgar (PDF), su Fundació Noguera. URL consultato il 12 settembre 2024 (archiviato dall'url originale il 12 agosto 2011).
- (ES)  Los cinco libros postreros de la primera parte de los Anales de la Corona de Aragón, v.2.